# Pável Pardo
Pável Pardo Segura (Guadalajara, 26 juli 1976) is een Mexicaans voormalig betaald voetballer die bij voorkeur als verdedigende middenvelder speelde. Hij speelde van 1996 tot en met 2009 in het Mexicaans voetbalelftal  waarvoor hij  146 interlands speelde en 11 keer scoorde.

## Clubcarrière
Pardo speelde in eigen land bij Atlas de Guadalajara (1993-1998), UAG Tecos (1998–1999) en Club América (1999–2006). Bij Club América kende hij zijn grootste successen met twee Mexicaanse landstitels (Verano 2002, Clausura 2002) en de CONCACAF Champions Cup in 2006. In 2006 tekende hij samen met zijn landgenoot Ricardo Osorio (Cruz Azul) bij VfB Stuttgart. Met zijn doelpunten tegen Werder Bremen op de vierde speeldag van de Bundesliga 2006/2007 was Pardo de eerste Mexicaan ooit die scoorde in de Bundesliga.

## Interlandcarrière
Pardo debuteerde in 1996 in het Mexicaans nationaal elftal tegen de Verenigde Staten. Inmiddels is hij recordinternational met meer dan 140 interlands. Pardo won met Los Tricolores in 1998 en 2003 de CONCACAF Gold Cup en in 1999 de Confederations Cup. Bovendien behoorde hij tot de Mexicaanse selecties voor het WK 1998, het WK 2006, de Copa América 1997 en de Copa América 1999. Pardo vertegenwoordigde zijn vaderland eveneens op de Olympische Spelen 1996 in Atlanta, waar de Mexicaanse ploeg onder leiding van bondscoach Carlos de los Cobos in de kwartfinales werd uitgeschakeld door de latere winnaar Nigeria.

## Erelijst
Mexico
- FIFA Confederations Cup

1999
 VfB Stuttgart
- Bundesliga

2007